# Политический ислам
Политический ислам — любая интерпретация ислама как источника политической идентичности и действия. Понятие «политический ислам» может относиться к широкому кругу людей и групп, которые выступают за преобразование государства и общества в соответствии с принципами ислама. Также под «политическим исламом» может пониматься использование ислама в качестве источника концепций и метафор для формулирования политических позиций. Политический ислам представляет собой один из аспектов «исламского возрождения», которое началось в XX веке, и не все формы политической деятельности мусульман подпадают под понятие «политического ислама». Некоторые академические авторы используют термины «исламизм» и «политический ислам» для описания одного и того же явления или используют оба термина взаимозаменяемо.

## Подходы к определению термина
Терминология, которая используется для обозначения феномена «политического ислама», различается среди экспертов. Израильско-американский учёный Мартин Крамер был одним из первых экспертов, который начал использовать термин «политический ислам» в 1980 году. В 2003 году он заявил, что политический ислам также можно рассматривать как тавтологию, поскольку нигде в мусульманском мире религия не отделена от политики. Некоторые эксперты используют такие термины, как «исламизм», указывая на один и тот же набор случаев, или смешивая оба термина. Армянско-американской политолог Ричард Декмеджян был одним из первых экспертов, сделавших замечания о политизации ислама в контексте провала светских исламских правительств, при этом он использует не термин «политический ислам», а понятия исламизм и фундаментализм.
Термин «политический ислам» также используется в связи с иностранными общинами, имея в виду движения или группы, которые вкладывают средства в широкое фундаменталистское возрождение, которое связано с определенной политической программой. Индийско-американский политолог и исламовед Муктедар Хан включает в «политический ислам» все исламские движения, продвигающие политическую систему, основанную исключительно на исламе, которой должен следовать каждый мусульманин. Некоторые из экспертов также используют другие описательные термины, чтобы различать различные идеологические направления в политическом исламе: консервативный, прогрессивный, воинственный, радикальный, джихадистский и так далее.

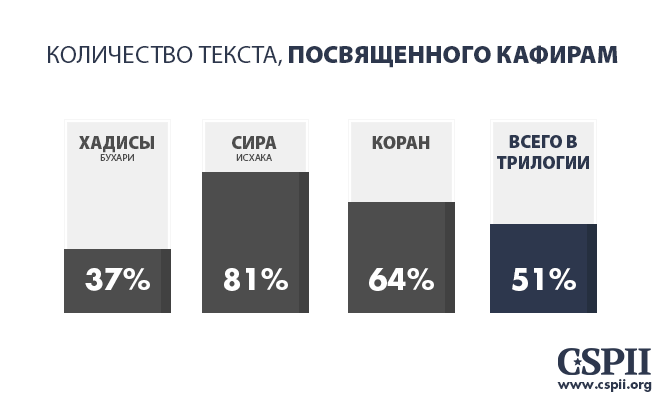
Количество текста, посвященного кафирам, в исламской доктрине

Другое определение политическому исламу дает американский исследователь ислама Билл Уорнер. Согласно его мнению, политическим исламом следует называть часть исламской доктрины, которая касается немусульман (кафиров). Уорнер различает ислам как религию и то, что он называет политическим исламом, что позволяет исследовать политическую идеологию отдельно от религиозной составляющей. Уорнер рассматривает Коран, Сиру и хадисы как трилогию, три разные части единого целого. При помощи статистических методов он демонстрирует, что значительная часть исламской доктрины — не религиозная, а политическая. Используя свою методологию, Уорнер установил, что 51% текста источников ислама, в том числе 64% текста Корана, относится не к мусульманам или их религиозным обязанностям, а к кафирам.

Билл Уорнер приходит к заключению, что политический ислам основан на двух принципах: подчинение и двойственность. Согласно исламской доктрине, все без исключения должны подчиниться Аллаху и Мухаммеду (Коран 33:26), подражая ему в поведении, так как он считается совершенным примером человеческой жизни (Коран 33:21). Подчинение в случае последователей ислама означает точное следование Корану и примеру Мухаммеда. Подчинение кафиров осуществляется посредством разнообразных инструментов: социальных, правовых, экономических, политических и информационных. Эта цель достигается с помощью зачастую противоречащих друг другу тактик, описанных в Коране, Сире и хадисах. Это противоречие есть двойственность политического ислама. Например, допустимо и быть в мире с кафирами, и убивать:
Коран 73:10 Терпимо относись к их [кафиров] словам и сторонись их с достоинством. 

Коран 8:12 Вот твой Господь внушил ангелам: «Я - с вами. Укрепите тех, которые уверовали! Я же вселю ужас в сердца тех, которые не веруют. Рубите им головы и рубите им все пальцы».

## Исследования политического ислама в России
За последние десятилетия тема политического ислама широко освещалась в работах российских учёных. Наумкин В.В. и другие авторы аналитического доклада Международного дискуссионного клуба «Валдай» «Ислам в политике: идеология или прагматизм?» подчёркивают растущую актуальность темы политического ислама для международной и региональной политики.
«Ислам был рождён политикой, гены которой в течение четырнадцативековой его истории позволяют сохранять высокий уровень политизации этого учения, оказывая всё возрастающее влияние на развитие социально-политических процессов во всём мире», отмечает Сажин В.И. в своей исследовательской работе «К вопросу о цивилизациях, исламе и войнах». Он также обращает внимание на то, что «для последователей Пророка Мухаммеда, в том числе мусульман России, ислам не только общая религия, но и политическая сила, способствующая формированию определённого образа жизни, общей культуры и мировоззрения. Именно политика в исламе, диктующая свою волю и экономике, и военному искусству, и другим сторонам общественного бытия мусульманских народов, выходит в настоящее время на первое место в ряду составляющих элементов этой религиозной системы».
Теме политического ислама посвящена научная работа С.А. Рагозиной, в которой предпринята попытка описания данного концепта в русскоязычном интернет-пространстве Северо-Восточного Кавказа (Чечня, Ингушетия и Дагестан). На основе качественного и количественного контент-анализа и ивентанализа показана преемственность международного дискурса политического ислама в северокавказском интернет-пространстве.
В своей научной работе ««Гибридная» война: Моделирование информационных полей» Шипицины посвящают отдельную главу изучению политического ислама в контексте гибридной войны. В заключении авторы подчёркивают важность понимания того, «что временное снижение напряжения в исламском обществе, достигнутое путём переговоров и интеграции исламизма в политический процесс, не может быть долговременным. Стремление к построению исламского государства, основанного на нормах шариата, остается главной целью политического ислама. Сотрудничество же рассматривается прежде всего как вынужденный тактический ход на пути к реализации справедливого общества. В этом смысле конвергенция антропогенной и техногенной цивилизаций представляется на данный момент маловероятной и даже невозможной».

## Исследования политического ислама в других странах
Центр документации «Политический ислам» (нем. Dokumentationsstelle Politischer Islam) (полное название — Австрийский фонд документирования религиозно мотивированного политического экстремизма) создан в 2020 году австрийским правительством. В июле 2020 года Австрия выступила с инициативой по выявлению и регистрации социальных и образовательных учреждений, которые подвержены влиянию идеологии политического ислама, целью Центра является «научное документирование и исследование политического ислама». Это независимый фонд, действующий в рамках австрийского Закона о фондах 2015 года. Центр документации «Политический ислам» находится в Вене и с момента своего основания выпустил ряд научных публикаций. К примеру, в свете волны протестов из-за гибели Махсы Амини в Иране австрийский фонд представил базовый отчёт о политическом исламе в шиизме двунадесятников в 2022 году, в котором авторы доклада приходят к заключению, что Исламская Республика пытается оказывать влияние за границей в культурной, религиозной и образовательной сферах через такие филиалы, как фонды или религиозные центры. Примеры включают Исламский центр в Гамбурге (IZH) и Центр Имама Али (IAZ) в Вене.
В 2022 году Центр документации «Политический ислам» в течение года изучал деятельность Исламской ассоциации в Австрии (IVÖ). Организация, управляющая мечетью в еврейском квартале Вены, предположительно несёт ответственность за пропаганду антисемитизма, ненависти к Израилю и поддержку ХАМАСа и Братьев-мусульман (признана террористической организацией в России). IVÖ работает в мечети Хидайя, одном из старейших и крупнейших домов мусульманской молитвы в Австрии. 143-страничный отчёт Центра подробно описывает продвижение идеологии «Братьев-мусульман» имамом и президентом мечети.
По результатам совместного исследования, проведенного Венским университетом и Центром документации политического ислама, в 2021 году была опубликована карта, содержащая более 600 мечетей и других исламских организаций Австрии с указанием возможных связей этих организаций зарубежом.

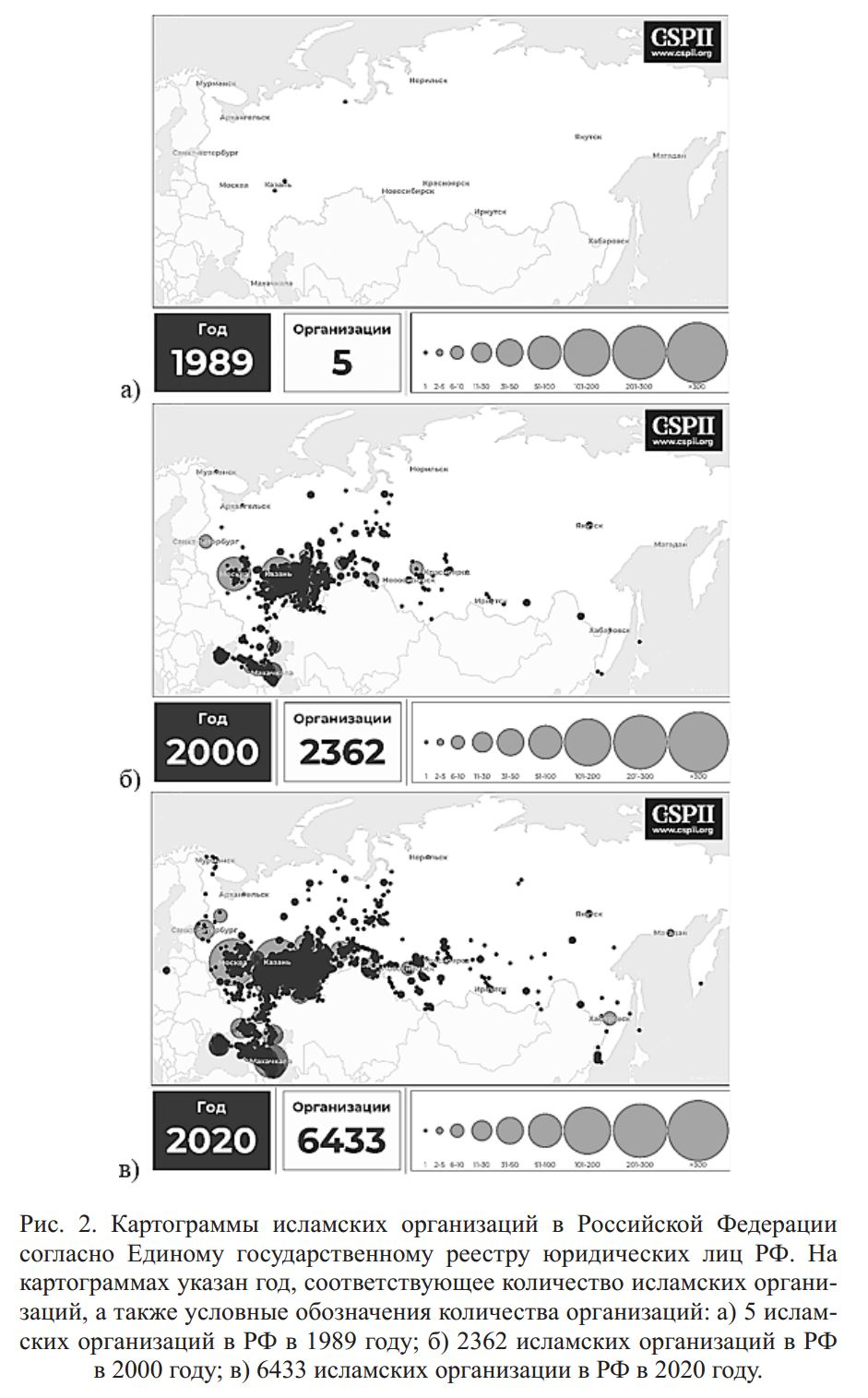
Картограммы исламских организаций в Российской Федерации

CSPII (англ. Center for the Study of Political Islam International) (рус. Международный центр изучения политического ислама) — независимая некоммерческая исследовательская и образовательная организация — занимается идеологической доктриной ислама, которая относится к кафирам (немусульманам). Центр называет эту часть доктрины «политическим исламом». Используя научные методы, логический подход и основанную на фактах аргументацию, Центр показывает, как влияние политического ислама распространяется в неисламских странах и создаёт экономические, юридические и социокультурные основы для превращения их в исламские.
Международный центр изучения политического ислама проводит исследования, направленные на восстановление картины роста и распространения исламских организаций на территориях отдельно взятых стран. Центром составлены картограммы исламской официальной организационной инфраструктуры, а также графики изменения числа исламских организаций в Российской Федерации и других странах мира. Картограммы и графики демонстрируют тенденции роста числа исламских организаций с течением времени, что ведёт к усилению социального и политического влияния ислама в этих странах. Согласно данным картограмм число исламских организаций в Российской Федерации в 2000 году составляло 2362, а к 2020 году выросло до 6433 организаций .